# Newenas weite Reise
Newenas weite Reise ist ein bulgarisch-deutscher Jugendfilm aus dem Jahr 2001.

## Handlung
Der 14-jährige Jan aus Hamburg wird kurz vor Antritt seiner Ferien enttäuscht, als seine Eltern, beide berufstätig den Urlaub in New York City absagen müssen. Hier hätte Jan ein Spiel seiner Lieblingsbasketballmannschaft sehen können.
Stattdessen soll er auf dem alten Frachtschiff seines Onkels Fiete ein paar spannende Wochen verbringen. Nur langsam kann sich Jan mit der Situation anfreunden, vor allem der Schiffskoch, Kojak, hilft ihm dabei.
Eines Tages findet Jan auf einem seiner Erkundungsgänge in einem der Frachträume einen Blinden Passagier. Es handelt sich um ein etwa gleichaltriges Mädchen. Zunächst sehr schüchtern, läuft sie Jan zunächst davon und wird von einem Besatzungsmitglied entdeckt. Jan, der nicht möchte, dass dem Mädchen etwas passiert, gibt bei Onkel Fiete an, er hätte Blinder Passagier gespielt. Onkel Fiete, der nun wütend ist, bringt Jan beim nächsten Ankerplatz daraufhin in ein Hotel und benachrichtigt seine Eltern, die ihn von hier abholen sollen. Doch Jan schleicht sich darauf aufs Schiff und ist nun wirklich Blinder Passagier.
Hier gelingt es ihm, endlich das Mädchen kennenzulernen. Ihr Name ist Newena, die aus einem Land kommt, in dem Krieg herrscht. Ihre Eltern sind beide tot, und ihr Bruder, das weiß sie, lebt in einem Kinderheim in Hamburg. Da will sie hin.
Dennoch gelingt den beiden Kindern nur allmählich eine Annäherung, zu verstört ist Newena. Es kommt zu Missverständnis und Streit, in deren Verlauf Newena unbeabsichtigt Alarm schlägt und davonläuft. Jan wird entdeckt und von Onkel Fiete seinen Eltern übergeben. Diese haben nun doch die Reise nach New York buchen können, doch Jan interessiert sich nur noch für Newena. Im Kinderheim in Hamburg kommt es zum Wiedersehen, sowohl zwischen Newena und Jan, als auch zwischen dem Mädchen und ihrem Bruder.

## Hintergrund
Newenas weite Reise – ein Film, der unter der Schirmherrschaft der UNESCO steht, erzählt mit einfachen Bildern das Trauma von Kriegskindern. Dabei wird nicht ein spezielles Land genannt, in dem der Krieg herrscht; sind doch die Erfahrungen eines Kriegsschauplatz gleichbedeutend mit denen eines anderen.
Überzeugen konnten auch die Jungdarsteller, der bei den Dreharbeiten 16-jährige Florian Jaeger aus Berlin und die aus Sofia stammende 13-jährige Victoria Borislavova Borisova.
Kinostart in Deutschland war der 8. November 2001.

## Kritiken
„Eine weitgehend anrührende Geschichte, die vor allem von ihren plastischen Hauptfiguren lebt, dabei aber etwas zu stark zum Moralisieren neigt. Die Videotechnik führt zudem zu uninspirierten Experimenten, die dem Erzählduktus schaden.“

„Dieser abenteuerliche Kinderfilm ist eine sensibel erzählte Geschichte gegen jegliche Form von Krieg. Dank der einfühlsam agierenden Jung-Darsteller bietet das Werk packende Unterhaltung.“